# واکنش جفت‌شدن پیناکول

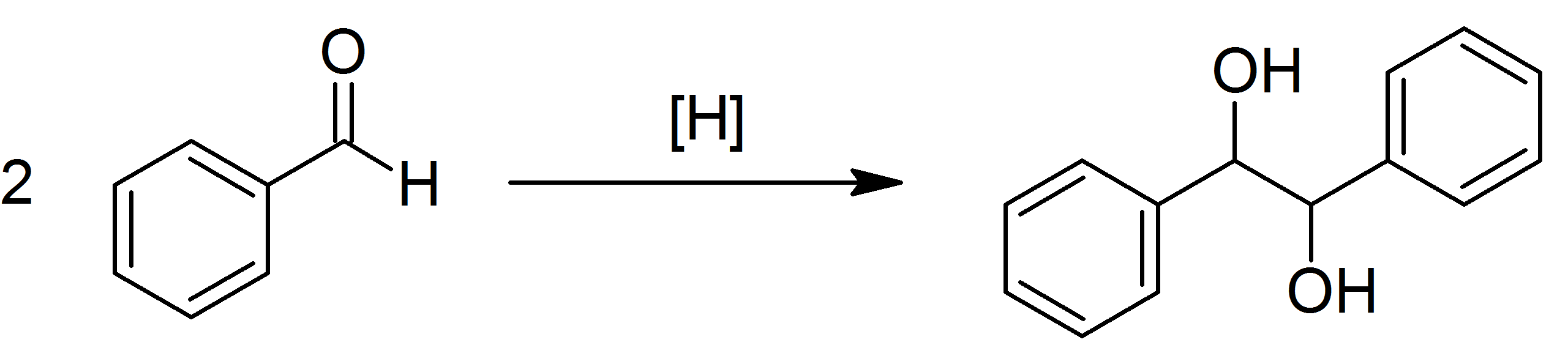
شمای کلی واکنش جفت‌شدن پیناکول

واکنش جفت‌شدن پیناکول (به انگلیسی: Pinacol coupling reaction) گونه‌ای از واکنش‌های جفت‌شدن است که منجر به تشکیل پیوند کووالانسی کربن-کربن می‌شود. در این واکنش دو گروه کربونیل متعلق به کتون یا آلدهید با یکدیگر طی یک واکنش رادیکالی واکنش داده و تشکیل یک دی‌ال مجاور را می‌دهد. نام این واکنش از ترکیبی به همین نام که نخستین بار توسط این روش تولید شد گرفته شده است.